# Hofanlage Dorfstraße 9

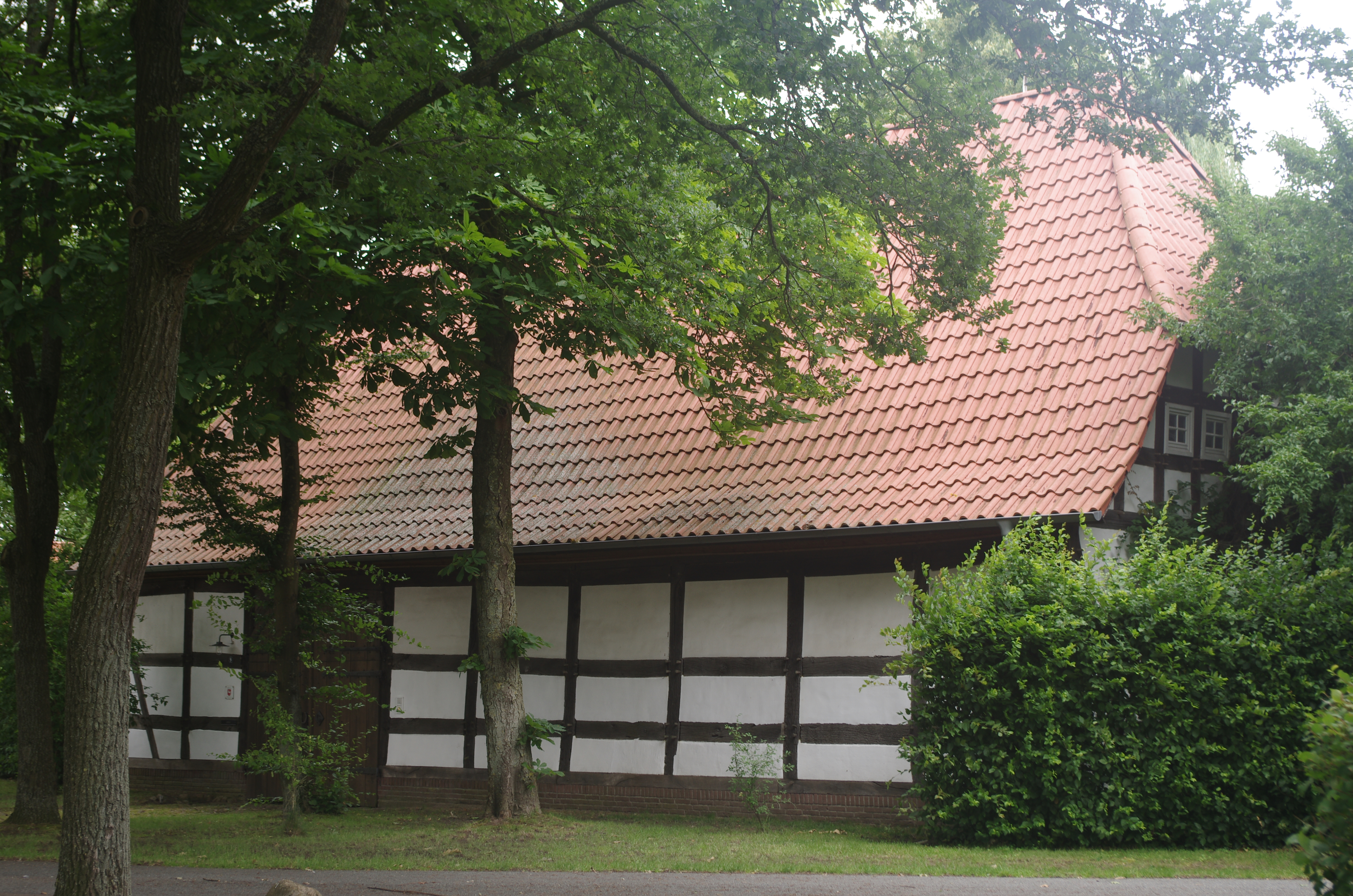
Scheune, Dorfstr.9

Die Hofanlage Dorfstraße 9 in Schweringen in der niedersächsischen Samtgemeinde Grafschaft Hoya stammt vom 17. Jahrhundert.
Aktuell (2023) wird es als Wohnhaus genutzt.
Das Gebäude steht unter Denkmalschutz (siehe auch Liste der Baudenkmale in Schweringen).

## Beschreibung und Geschichte
Die nach 2006 sanierte Hofanlage besteht aus:
- dem eingeschossigen Zweiständer-Hallenhaus aus der Mitte des 17. Jahrhunderts in Fachwerk als Wohn- und Wirtschaftsgebäude mit reetgedecktem Krüppelwalmdach als Niedersachsengiebel mit Uhlenloch und niedersächsischen Pferdeköpfen,[2]
- der Scheune in Fachwerk aus der ersten Hälfte des 19. Jahrhunderts mit verputzten Ziegelausfachungen sowie mit Krüppelwalm und Quereinfahrt[3]
- und dem eingeschossigen Backhaus aus der ersten Hälfte des 19. Jahrhunderts mit Ziegelfachwerk und Satteldach.

Von der Mitte des 17. Jahrhunderts bis 1970 bewirtschafte die Familie Kramer den Hof.
Das Landesdenkmalamt befand: „… geschichtliche Bedeutung … durch beispielhafte Ausprägung einer Hofanlage mit zentralem niederdeutschen Hallenhaus …“